# Bahnstrecke Dülken–Brüggen
| |                      |                             |                             |
| Streckennummer: | 2513                 |                             |                             |
| Kursbuchstrecke (DB): | ex 246a              |                             |                             |
| Kursbuchstrecke: | 246a (1946)          |                             |                             |
| Streckenlänge: | 14,7 km              |                             |                             |
| Spurweite: | 1435 mm (Normalspur) |                             |                             |
| |                      |                             |                             |
| \| \| \| nach Viersen \| \| \| \| 0,0 \| Dülken (Hp & Üst, ehem. Bf) \| Dülken (Hp & Üst, ehem. Bf) \| \| \| \| nach Venlo \| \| \| \| \| B 7 (Venloer Straße) \| \| \| \| 1,9 \| Dülken West \| Dülken West \| \| \| 5,2 \| Birgen \| Birgen \| \| \| 6,6 \| Waldniel \| Waldniel \| \| \| 8,1 \| Schier \| Schier \| \| \| 10,2 \| Amern \| Amern \| \| \| 13,1 \| Born \| Born \| \| \| 14,7 \| Brüggen (Nrh) \| Brüggen (Nrh) \| |                      |                             |                             |
| Strecke |                      | nach Viersen                | nach Viersen                |
| Haltepunkt / Haltestelle | 0,0                  | Dülken (Hp & Üst, ehem. Bf) | Dülken (Hp & Üst, ehem. Bf) |
| Abzweig ehemals geradeaus und nach rechts |                      | nach Venlo                  | nach Venlo                  |
| Brücke (Strecke außer Betrieb) |                      | B 7 (Venloer Straße)        | B 7 (Venloer Straße)        |
| Haltepunkt / Haltestelle (Strecke außer Betrieb) | 1,9                  | Dülken West                 | Dülken West                 |
| Haltepunkt / Haltestelle (Strecke außer Betrieb) | 5,2                  | Birgen                      | Birgen                      |
| Bahnhof (Strecke außer Betrieb) | 6,6                  | Waldniel                    | Waldniel                    |
| Haltepunkt / Haltestelle (Strecke außer Betrieb) | 8,1                  | Schier                      | Schier                      |
| Bahnhof (Strecke außer Betrieb) | 10,2                 | Amern                       | Amern                       |
| Haltepunkt / Haltestelle (Strecke außer Betrieb) | 13,1                 | Born                        | Born                        |
| Kopfbahnhof Streckenende (Strecke außer Betrieb) | 14,7                 | Brüggen (Nrh)               | Brüggen (Nrh)               |

Die Bahnstrecke Dülken–Brüggen war eine eingleisige Nebenbahn, die den Stadtteil Dülken von Viersen mit der Gemeinde Brüggen verband. Im Volksmund wurde die Eisenbahnstrecke Brüggener Klimp genannt.

## Geschichte
Die Eisenbahnstrecke wurde am 1. Oktober 1890 eröffnet. 
Der Personenverkehr wurde im Jahr 1966 eingestellt. Im Jahre 1975 wurde auf dem Streckenabschnitt Waldniel–Brüggen auch der Güterverkehr eingestellt; dieses Teilstück wurde am 28. September 1984 stillgelegt. Letzter Güterkunde auf dem Streckenrest war die Rösler-Draht AG (ab 1994 zur Bekaert AG) in Waldniel. Der Abschnitt Dülken–Waldniel wurde am 7. Mai 1998 durch das Eisenbahn-Bundesamt stillgelegt und entwidmet.
In den 1980er-Jahren gab es Bestrebungen einer Interessengemeinschaft Schwalmtalbahn, auf der Bahnstrecke einen Museumszug zu betreiben. Uerdinger Schienenbusse wurden im Bahnhof Amern abgestellt. Da die verbliebenen Gleisanlagen jedoch recht schnell abgebaut wurden, konnte ein solcher Betrieb nicht realisiert werden. 
Seit Juni 2014 befindet sich auf der ehemaligen Strecke die Alleenbahnradroute als Teil des BahnRadweg Kreis Viersen. Zwischen Waldniel und Amern befindet sich bereits schon länger ein Radweg neben der Strecke.

## Verlauf

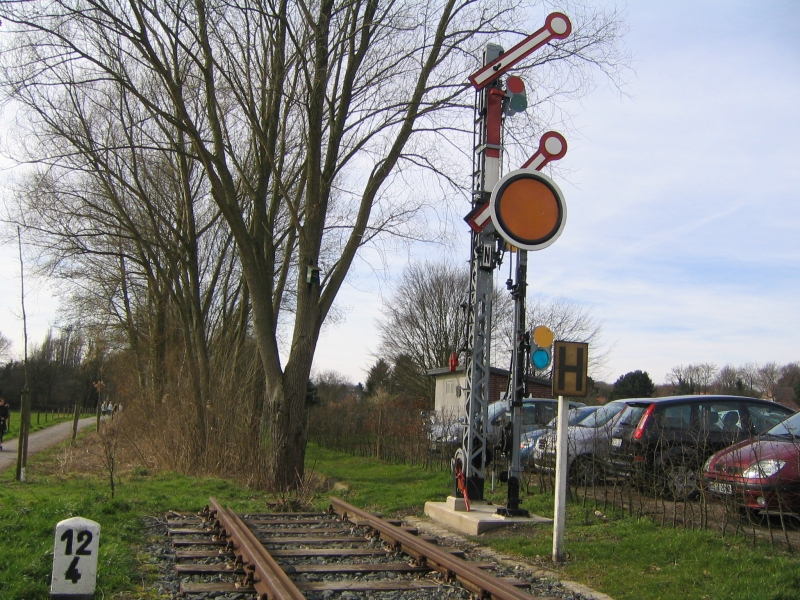
Ehemaliger Haltepunkt Born mit nachgemachten Formsignalen und Gleisresten

Die Strecke begann in Dülken. Von dort aus zweigte sie von der Bahnstrecke von Viersen nach Venlo ab. Kurz hinter dem Bahnhof wird die Bücklerstraße überquert. Nach einem großen Bogen und einigen Bahnübergängen wurde der Haltepunkt Dülken West erreicht. Der Haltepunkt wurde erst im Jahr 1957 errichtet. Anschließend hält die Bahnstrecke direkt auf Waldniel zu. Kurz vor dem Bahnhof schwenkt das Anschlussgleis der Firma Rösler Draht in den Bahnhofsbereich ein. Nach Verlassen des Bahnhofes von Waldniel ging es bergab bis zum Kranenbach. Direkt hinter dem Bahnübergang wurde dieser gekreuzt. Die Trasse verlief ab dort kurvenreich und an einigen Gehöften vorbei.

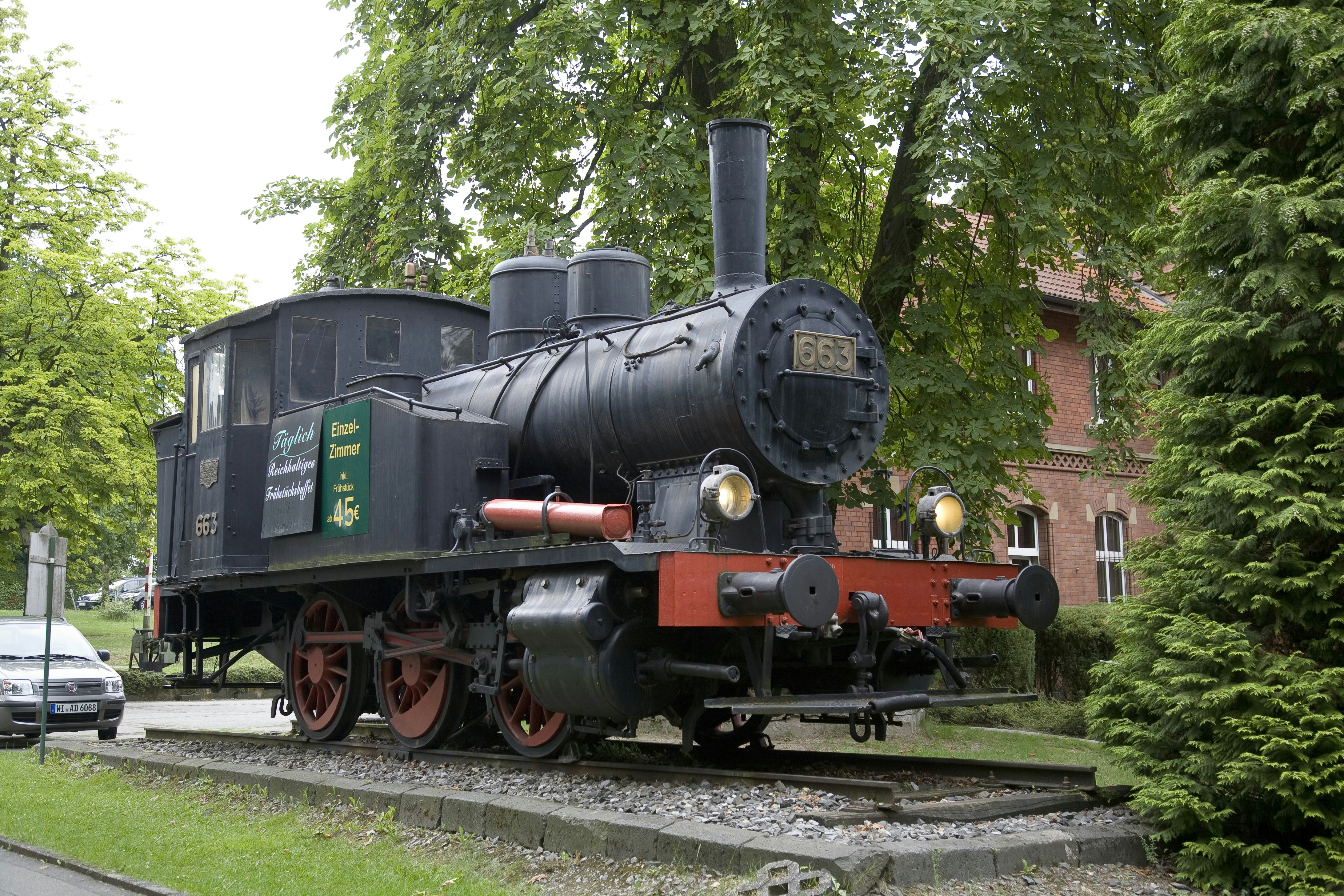
Dampflokomotive L1 663, gebaut von Hanomag in Hannover mit der Fabriknummer 9591. Die Lokomotive wurde 1921 an die Finnische Staatseisenbahn ausgeliefert und nach ihrer Ausmusterung bis Ende der 80er Jahre als strategische Reserve eingelagert. Sie kam 1989 als Denkmal nach Brüggen.

Im Bahnhofsbereich von Amern zweigte ebenfalls ein Anschlussgleis zur Firma Rösler Draht ab. Es handelte sich hierbei um zwei verschiedene Produktionsstandorte. Im Anschlussgleis wurden die Uerdinger Schienenbusse abgestellt. Hinter dem Bahnhof wurden eine Straße unter- und der Kranenbach wieder überquert. Nach Verlassen eines kleinen Waldgebietes wurde der Haltepunkt Born erreicht. Ab da verlief die Trasse geradeaus bis zur Unterführung der Brüggener Straße. Kurz vor dem Bahnhofsgelände befand sich noch ein Anschlussgleis der Firma Laumans. Besonders hervorzuheben ist die ebenfalls normalspurige Kleinbahn Kaldenkirchen–Brüggen, die von Kaldenkirchen über Bracht und Oebel kommend im Brüggener Bahnhof endete und trotzdem keine Verbindung zur normalspurigen Strecke der Klimp hatte. Die fehlende Verbindung führte 1930 zur Einstellung des Personenverkehrs auf der Kleinbahn, zwischen Kaldenkirchen und Oebel fuhren Güterzüge noch bis 1964.

## Bedeutung

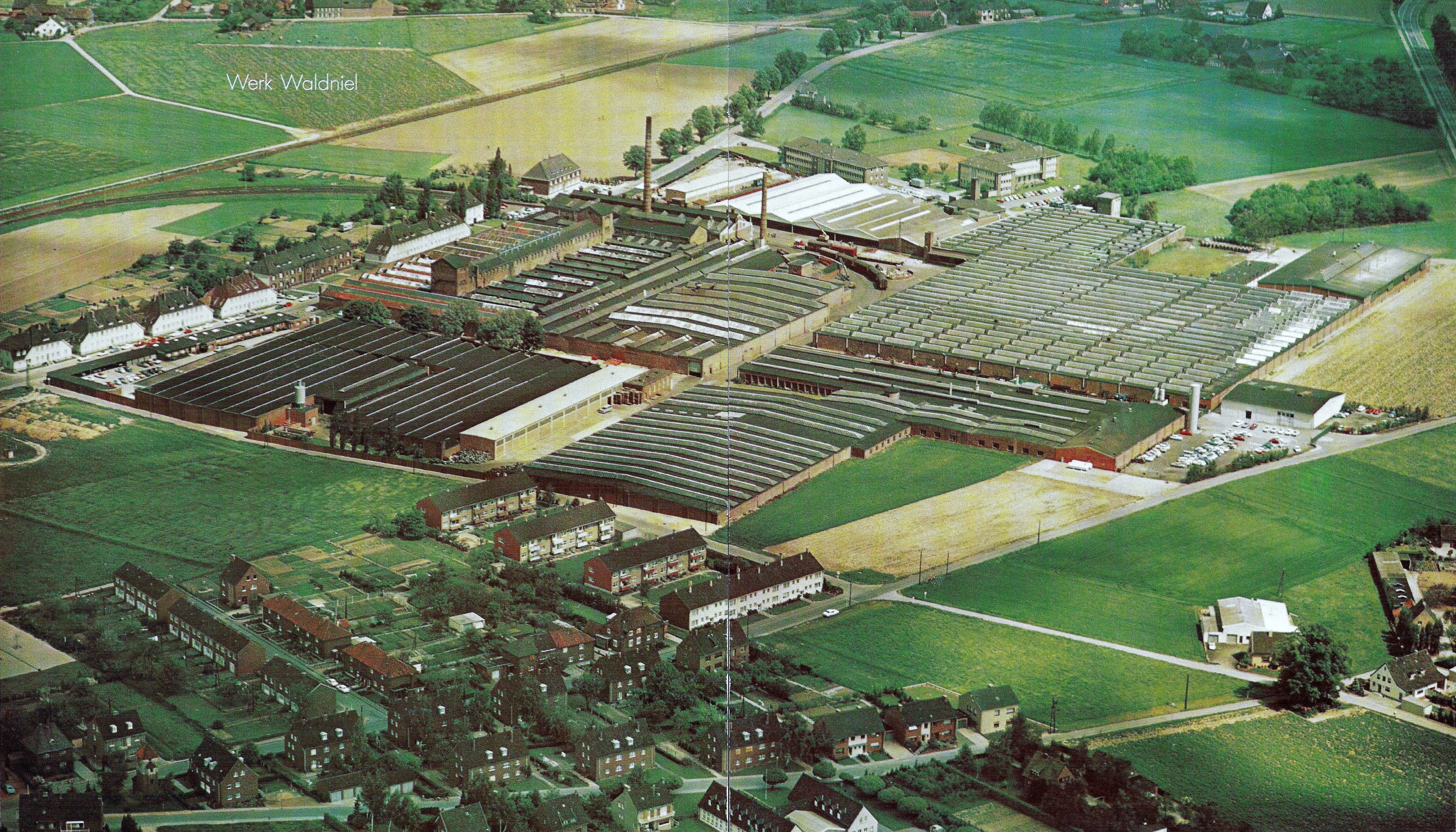
Bahnanschluss an das Drahtwerk Waldniel der Firma Rösler-Draht AG um 1970. Von der oberen Bildmitte bis links oben verlief der Gleisanschluss vom Bahnhof in Waldniel an das Schienennetz der Bahn.

Gebaut wurde die Strecke in erster Linie für den Transport von Dachziegeln und Tonröhren aus Brüggen, sowie für Drahtgeflechte aus Amern und Waldniel. Außerdem wurden in Waldniel von der Ladestraße aus Kartoffeln und Rüben der anliegenden Bauern verladen. Es gab eigens Kartoffelzüge, die mit Dampflokomotiven die Züge aus Waldniel abholten und nach Mönchengladbach brachten.
Durch die Bahnstrecke war es möglich, die genannten Tonröhren und Dachziegeln aus Brüggen schnell und in großen Mengen abzutransportieren. Noch heute zeugen einige Ziegeleien in und um Brüggen von dieser Zeit. Durch die Verdrängung des Transportmittels Eisenbahn durch Lastkraftwagen in der Nachkriegszeit wurde die Strecke zunehmend unrentabel, bis sie schließlich stillgelegt wurde.
Der Personenverkehr spielte nur eine geringere Rolle auf dieser Strecke. 1963 verkehrten zehn Zugpaare. Die Züge verkehrten durchgehend bis Viersen, eingesetzt wurden Schienenbusse. Die größeren Städte konnten mit dem Auto und dem Bus schneller erreicht werden.